# Luminance HDR
Luminance HDR (antigament Qtpfsgui) és programari lliure de creació d'imatges d'alt rang dinàmic. Està disponible per als sistemes Linux, Mac OS i Windows.

## Suport
Luminance HDR suporta diferents formats HDR:
- OpenEXR (exr)
- RGBE (Radiance) (hdr)
- TIFF 16 bit, 32 bit (tiff)
- Format RAW

També suporta formats no HDR:
- JPEG
- PNG
- PPM - PBM
- TIFF (8 bit)

## Significació
Qtpfsgui correspon en les noms dels tres components: 
- Qt : del nom de les llibreries d'objectes gràfics Qt4.
- pfs : amb relació al nom “pfs”, programaris dels quals es basa el programari.
- gui : Acrònim de graphical user interface (interfície gràfica d'usuari)